# Węzeł potrójny Mendocino

Płyty tektoniczne

Płyta Juan de Fuca, płyta Gorda oraz ograniczające je od zachodu: Grzbiet Juan de Fuca, uskok transformacyjny Blanco, Grzbiet Gorda i uskok transformacyjny Mendocino

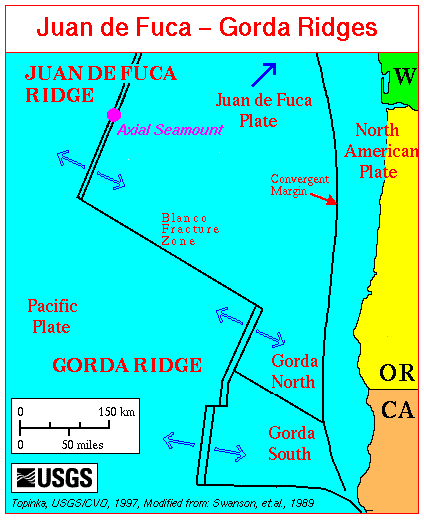
Płyta Juan de Fuca i płyta Gorda

Węzeł potrójny Mendocino to węzeł potrójny, znajdujący się na północno-wschodnim Pacyfiku.
W węźle potrójnym Mendocino stykają się płyta pacyficzna, płyta północnoamerykańska i płyta Gorda.